# خلیل ثقفی
خلیل ثقفی (اعلم‌الدوله) (۱۲۴۱–۱۳۲۳ خورشیدی) پزشک، سیاستمدار، نویسنده و مترجم دوره قاجار و یکی از نخستین دانش آموختگان رشته پزشکی جدید در ایران بود. او پزشکیِ سنّتی را از پدرش حاج میرزا عبدالباقی اعتضادالاطباء از پزشکان سنّتی آن دوره، آموخته بود.

## زندگی
وی پسر حاج میرزا عبدالباقی اعتضادالاطباء پزشک بنام تهران و برادر بزرگتر متین‌السلطنه نماینده مجلس و مدیر روزنامه عصر جدید بود. وی پس از فراگیری مقدمات ادبیات فارسی و عربی به تحصیلات عالی پرداخت و طب سنتی و حکمت الهی را نزد پدر و هیئت و نجوم و علوم ریاضی و طبیعی را نزد میرزا محمدعلی شیرازی فراگرفت. در سال ۱۲۵۹ در رشته طب در دارالفنون مشغول به تحصیل شد و سه سال بعد موفق به دریافت نشان علمی گردید و به عنوان مدرس در دارالفنون به تدریس پرداخت. در ۱۲۶۵ به عنوان پزشک در وزارت امور خارجه استخدام گردید و یکسال بعد با دریافت نشان طلا از دارالفنون فارغ‌التحصیل شد. احتمالاً وی نخستین دانش‌آموخته ایرانی رشته پزشکی در داخل کشور بود که «دکتر» خوانده شد.
ثقفی در ۱۲۷۳ به توصیه تولوزان، پزشک مخصوص ناصرالدین شاه قاجار، برای ادامه تحصیل در رشته پزشکی عازم پاریس شد و تولوزان شخصاً اجازه عزیمت او را از شاه گرفت. وی از ۱۲۷۳ تا ۱۲۷۷ در پاریس و مدتی نیز در وین درس خواند. در ۱۲۷۶ نشان علمی و عنوان شوالیه را از دولت فرانسه گرفت و در ۱۲۷۷ به ایران بازگشت. ثقفی پس از ورود به ایران به دربار راه یافت و در ۱۲۷۷ به همراه هیئتی برای معالجه شاهزاده ملک منصورمیرزا شعاع‌السلطنه، فرزند مظفرالدین شاه قاجار، به آلمان اعزام شد. او پس از بازگشت از این سفر، به عنوان پزشک مخصوص مظفرالدین شاه برگزیده شد و در اغلب سفرهای شاه همراه او بود در سال ۱۲۸۱ شاه لقب اعلم‌الدوله را به وی اعطا کرد.

## ثقفی و مشروطیت
گفته شده‌است که همزمان با خیزش مردمی در اوایل انقلاب مشروطه، اخبار و وقایع اتفاق افتاده را اعلم الدوله به اطلاع مظفرالدین شاه می‌رسانده و در جهت دهی نظر شاه مؤثر بوده و حتی گفته شده‌است که فرمان مشروطه را ثقفی به شاه دیکته کرده‌است. هرچند از میان نامه‌های قوام‌السلطنه این آگاهی‌ها استنباط می‌شود ولی در خاطرات مخبرالسطنه ذکری از نقش ثقفی بمیان نیامده است.
پس از مرگ مظفرالدین شاه جانشین او محمدعلی شاه برای بی‌اعتبار کردن امضای فرمان مشروطیت دستور داد تا گواهی اختلال مشاعر مظفرالدین شاه را در هنگام امضای فرمان مشروطیت تهیه کنند و به تأیید پزشکان دربار برسانند، اما ثقفی از امضای این گواهینامه امتناع کرد و پس از توقیف اموالش به فرانسه گریخت و در آنجا با ایجاد انجمن ایران جوان به مبارزه و مخالفت با استبداد صغیر ادامه داد.
ثقفی پس از فتح تهران و فرار محمدعلی شاه به تهران مراجعت کرد و اولین رئیس بلدیه تهران شد. پس از سه سال عازم اروپا گردید و سرکنسول ایران در سوئیس شد. اعلم‌الدوله چهل سال آخر عمر خود را بیشتر مصروف طبابت، تألیف و ترجمه نمود و در ۷ فروردین ۱۳۲۳ در تهران فوت نمود و در امامزاده عبدالله شهرری دفن گردید.

## مشاغل
- استاد مدرسه دارالفنون.
- پزشک مخصوص مظفرالدین شاه.
- اولین شهردار تهران.
- کنسول سفارت در سوئیس.
- طبابت در مطب شخصی.
- ریاست مجلس حفظ‌الصحه کشوری.

## آثار
از مجموع ۴۳ جلد کتاب و رساله می‌توان به موارد زیر اشاره نمود:
ریاضی
  ـ جبر و مقابله. نسخۀ خطی.
  ـ رساله در حساب، 1316ق.
  ـ پرگار متناسبه. (ترجمه)، نسخۀ خطی؛ طرز ساختن و موارد استعمال پرگار.
  ـ مثلثات و لوگاریتم.
فیزیک
 ـ رساله در فیزیک. 
  ـ علم الاشیاء (ترجمه).
نجوم
  ـ رساله در اسطرلاب.
  ـ ترجمۀ کتاب مسیو ولونه. شامل دو مقاله: 1. در حرکات شبانه روزی و شکل زمین و آفتاب و ماه و باقی سیارات؛ 2. در سطح زمین و حرکت آن و چگونگی ثوابت و ناطحات السحاب و ماهیت ثوابت و حرکت انتقالی جهان شمسی.
شیمی
 ـ رساله در علم شیمی (حکمت طبیعی)، 1308ق.
پزشکی
ـ رساله در طراپوتیک (ترجمه)، تقریرات درس دکتر آلبو، 1305ق، نسخۀ خطی.
ـ جراحی (ترجمه)، نوشتۀ دکتر آلبو، 1306ق، نسخۀ خطی. 
ـ درسهای کلینیک (ترجمه)، نوشتۀ دکتر آلبو، 1306ق، نسخۀ خطی.
ـ رساله در معالجات با آب (ترجمه)، 1308ق، نسخۀ خطی.
ـ فیزیولوژی عمومی و خصوصی و سلولی (ترجمه)، نوشتۀ ماتیاس دووال.
ـ رساله در معالجۀ سوختگیها.
ـ رساله در پاتولوژی.
ـ رساله در تشریح.
- تحفه نوروزی؛ ترجمه و بازنویسی حکایت‌های لافونتن برای مدارس ابتدایی.